# Franklin Field
O Franklin Field é um estádio localizado na Filadélfia, Pensilvânia, Estados Unidos, possui capacidade total para 52.593 pessoas, foi a casa do time de futebol americano Philadelphia Eagles da NFL entre 1958 a 1970, atualmente é a casa do time de futebol americano universitário Penn Quakers football da Universidade da Pensilvânia. O estádio foi inaugurado em 1895 com capacidade para 30.000 pessoas, no estádio é onde se realiza o Penn Relays, a mais antiga e principal competição de atletismo dos Estados Unidos.